# Starič
Starič je priimek več znanih Slovencev:
- Branko Starič (1921—2011), igralec in gledališki delavec
- Dejan Starič, plesalec in pedagog
- Denis Starič (*1947), slikar, kipar; letalec (sin Ludvika)
- Jerca Vodušek Starič (*1950), zgodovinarka
- Jernej Starič, misijonar v Afriki (Gornji Egipt)
- Julka Starič (1930—1959), gledališka in filmska igralka
- Kjara Starič Wurst, plesalka in korografinja sodobnega plesa
- Ludvik Starič (1906—1989), motociklistični dirkač ("Leteči Kranjec")
- Marija Starič Jenko (*1961), slikarka, grafičarka (arhitektka)
- Marko Starič (*1956), fizik
- Metka in Jože Starič, zavod Parnas
- Miroslav Starič (*1950?), ugleševalec klavirjev in krajinar
- Nada Pantić Starič (1938—2024), TV novinarka in prevajalka (podnaslavljanje)
- Peter Starič (1924—2020), elektrotehnik, raziskovalec in publicist
- Rudolf Starič (1910—1980), glasbenik, 1. dirigent godbe ljudske milice
- Sebastjan Starič (*1971), gledališčnik, plesalec, igralec, koreograf, mentor
- Tanja Starič (*1962), novinarka, urednica (TV)